# أمير التنس الجديد
أمير التنس الجديد (باليابانية: 新テニスの王子様، بالروماجي: Shin Tennis no Ōjisama) هي سلسلة مانغا يابانية من تأليف ورسم تاكيشي كونومي. نشرت من قبل شوئيشا في مجلة سكوير جمب [الإنجليزية]، منذ 4 مارس عام 2009. أنتجت إلى مسلسل أنمي تلفزيون من قبل برودكشن آي جي، وعرض في 5 يناير عام 2012 واستمر عرضه حتى 29 مارس عام 2012، وتكون من 13 حلقة.

## القصة
تدور أحداث القصة عن ريوما إيتشيزين الذي عاد إلى اليابان بعد رحلته إلى أمريكا كمرشح لمعسكر اختيار ممثلي المدارس الثانوية اليابانية تحت 17 عامًا، إلى جانب 50 لاعب تنس آخرين في المدارس المتوسطة.

## الشخصيات

### الشخصيات الرئيسية
ريوما إيتشيزين (باليابانية: •越前 リョーマ، بالروماجي: Echizen Ryōma)
أداء صوتي: جونكو ميناغاوا
كونيميتسو تيزوكا (باليابانية: 手塚 国光، بالروماجي: Tezuka Kunimitsu)
أداء صوتي: ريوتارو أوكيايو
شويتشيرو أويشي (باليابانية: 大石 秀一郎، بالروماجي: Ōishi Shūichirō)
أداء صوتي: تاكايوكي كوندو
شوسكي فوجي (باليابانية: 不二 周助، بالروماجي: Fuji Shūsuke)
أداء صوتي: يوكي كايدا
ساداهارو إينوي (باليابانية: 乾 貞治، بالروماجي: Inui Sadaharu)
أداء صوتي: كينجيرو تسودا
إيجي كيكومارو (باليابانية: 菊丸 英二، بالروماجي: Kikumaru Eiji)
أداء صوتي: هيروكي تاكاهاشي
تاكيشي موموشيرو (باليابانية: 桃城 武، بالروماجي: Momoshiro Takeshi)
أداء صوتي: ماسايا أونوساكا
تاكاشي كاوامورا (باليابانية: 河村 隆، بالروماجي: Kawamura Takashi)
أداء صوتي: نارو كاواموتو
كاورو كايدو (باليابانية: 海堂 薫، بالروماجي: Kaidō Kaoru)
أداء صوتي: كوهيه كياسو
سوميري ريوزاكي (باليابانية: 竜崎 スミレ، بالروماجي: Ryūzaki Sumire)
أداء صوتي: شيزوكا أوكوهيرا

### نوادي المدارس الثانويه
جوجيرو أوني (باليابانية: 鬼 十次郎، بالروماجي: Oni Jūjirō)
أداء صوتي: دايتشي إيندو
كازويا توكوغاوا (باليابانية: 徳川 カズヤ، بالروماجي: Tokugawa Kazuya)
أداء صوتي: دايسكي أونو
هو بيودوين (باليابانية: 平等院 鳳凰، بالروماجي: Byōdōin Hōō)
{{أداء صوتي|[[هيروكي ياسوموتو]}}
شوجي تانيغاشيما (باليابانية: 種ヶ島修二، بالروماجي: Tanegashima Shūji)
أداء صوتي: ريوجي كامياما
كاناتا إيري (باليابانية: 入江 奏多، بالروماجي: Irie Kanata)
أداء صوتي: هيروكي إيبا
إيكوتو كيميجيما (باليابانية: 君島育斗، بالروماجي: Kimijima Ikuto)
أداء صوتي: كي هوسوغاي
أتسوكيو تونو (باليابانية: 遠野 篤京، بالروماجي: Tōno Atsukyō)
أداء صوتي: يوسوكي كاتاياما
أكوتو ميتسويا (باليابانية: 三津谷あくと، بالروماجي: Mitsuya Akuto)
أداء صوتي: أتسوشي كوساكا
ريوغا إيتشزين (باليابانية: 越前 リョーガ، بالروماجي: Echizen Ryoga)
أداء صوتي: يوتا يامازاكي (فيلم فوتاري نو ساموراي)، مامورو ميانو (أوفا)
تسوكيميتسو أوتشي (باليابانية: 越知月光، بالروماجي: Ochi Tsukimitsu)
أداء صوتي: تاكافومي كاواكامي
جوسابورو موري (باليابانية: 毛利寿三郎، بالروماجي: Mōri Juzaburō)
أداء صوتي: كينجي نوجيما
يوداي ياماتو (باليابانية: 大和 祐大، بالروماجي: Yamato Yūdai)
أداء صوتي: ماسانوري إيكيدا

### الفرق الأجنبية

#### الفريق الألماني
يورغن بوريسوفيتش فولك (باليابانية: ユルゲン・ボリソビッチ・ボルク، بالروماجي: Yurugen Borisobitchi Boruku)
أداء صوتي: كينتارو توني
كيو.بي.
أداء صوتي: ميتسكي سايغا
مايكل بسمارك (باليابانية: ミハエル・ビスマルク، بالروماجي: Mihaeru Bisumaruku)
أداء صوتي: يوهي آزاكامي
إلمار سيغفريد (باليابانية: エルマー・ジークフリート، بالروماجي: Erumā Jīkufurīto)
أداء صوتي: تشيهارو ساواشيرو
أي. فرانكشتاينر (باليابانية: A・フランケンシュタイナー، بالروماجي: A Furankenshutainā)
أداء صوتي: ريونوسكي وانانوكي

#### الفريق الفرنسي
ليوبولد كامو (باليابانية: レオポルド・カミュ، بالروماجي: Reoporudo Kamyu)
أداء صوتي: هيكارو ميدوريكاوا

#### الفريق الأمريكي
رالف رينهارت (باليابانية: ラルフ・ラインハート، بالروماجي: Rarufu Rainhāto)
أداء صوتي: هيروكي تاكاهاشي
دودو أوباندو (باليابانية: ドードー・オバンド، بالروماجي: Dōdō Obando)
أداء صوتي: كينجيرو تسودا
كيكو بالنتين (باليابانية: キコ・バレンタイン، بالروماجي: Kiko Barentain)
أداء صوتي: تاكايوكي كوندو
آلان هوبكنز (باليابانية: アラン ホップスキンズ، بالروماجي: Aran Hoppusukinzu)
أداء صوتي: نارو كاواموتو
روكي ميريديث (باليابانية: ロッキー メレディス، بالروماجي: Rokkī Meredisu)
أداء صوتي: ماسايا أونوساكا
ماكسويل (باليابانية: マクスウェル، بالروماجي: Makusū~eru)
أداء صوتي: كوهيه كياسو

#### الفريق اليوناني
ثالاتا هيراكليس (باليابانية: タラッタ・ヘラクレス، بالروماجي: Taratta Herakuresu)
أداء صوتي: توموكازو سيكي
بابادوبولوس إيفانجيلوس (باليابانية: パパドプロス・エヴァンジェロス، بالروماجي: Papadopurosuevu Anjerosu)
أداء صوتي: توموكازو سيكي
زيوس إليوبولوس (باليابانية: ゼウス・イリオポウロス، بالروماجي: Zeusu Iriopourosu)
أداء صوتي: توموكازو سيكي
هيرميس كونيليس (باليابانية: ヘルメス・クネリス، بالروماجي: Herumesu Kunerisu)
أداء صوتي: توموكازو سيكي
فولكان لارتيوس (باليابانية: バルカン・ラエルティオス، بالروماجي: Burukan Raerutiosu)
أداء صوتي: توموكازو سيكي
أبولون ستيفانوبولوس و أوريون ستيفانوبولوس (باليابانية: アポロン・ステファノプロス & オリオン・ステファノプロス، بالروماجي: Aporon Sutefanopurosu and Orion Sutefanopurosu)
أداء صوتي: توموكازو سيكي

### شخصيات أخرى
نانجيرو إيتشزين (باليابانية: 越前 南次郎، بالروماجي: Echizen Nanjirō)
{{أداء صوتي|[[تاكاشي ماتسوياما}}
ساكونو ريوزاكي (باليابانية: 竜崎 桜乃، بالروماجي: Ryūzaki Sakuno)
أداء صوتي: ميكاكو تاكاهاشي
توموكا أوساكادا (باليابانية: 小坂田 朋香، بالروماجي: Osakada Tomoka)
أداء صوتي: فويوكا أورا
ساتوشي هوريو (باليابانية: 堀尾 聡史، بالروماجي: Horio Satoshi)
أداء صوتي: شيغينوري يامازاكي
كاتشيرو كاتو (باليابانية: 加藤 勝郎، بالروماجي: Katō Kachirō)
أداء صوتي: أكيرا ناكاغاوا
كاتسو ميزونو (باليابانية: 水野 カツオ، بالروماجي: Mizuno Katsuo)
أداء صوتي: كي واتانابي
ماساشي أراي (باليابانية: 荒井 将史، بالروماجي: Arai Masashi)
أداء صوتي: نوريهيسا موري
مامورو إينوي (باليابانية: 井上 守، بالروماجي: Inoue Mamoru)
أداء صوتي: هوزمي غودا
ساوري شيبا (باليابانية: 芝砂 織، بالروماجي: Shiba Saori)
أداء صوتي: نوريكو ناميكي
ناناكو إيتشيزن (باليابانية: 越前 菜々子، بالروماجي: Echizen Nanako)
أداء صوتي: ريسا ميزونو
رينكو إيتشيزين
(باليابانية: 越前 りんこ، بالروماجي: Echizen Rinko)
أداء صوتي: يوكي ناكاو (الحلقة 5)، جونكو ميناغاوا (الحلقة 129)
ساسابي (باليابانية: 笹部، بالروماجي: Sasabe)
أداء صوتي: يوشياكي ماتسوموتو
ميوكي تشيتوسي (باليابانية: みゆき千歳، بالروماجي: Chitose Miyuki)
أداء صوتي: رينا ساتو
ليليدينت كراوسر (باليابانية: リリアデント・クラウザー（蔵兎座）، بالروماجي: Ririadento Kurauzā)
أداء صوتي: تتسيا كاكيهارا

## وصلات خارجية
- أمير التنس الجديد على موقع سكوير جمب (باليابانية)
- أمير التنس الجديد على موقع تلفزيون طوكيو (باليابانية)
- أمير التنس الجديد على موقع ANN manga (الإنجليزية)